# 尼羅河謀殺案 (2022年電影)
是一部2022年英美合拍的推理驚悚片，由肯尼斯·布萊納執導，麥可·葛林編劇，改編自阿嘉莎·克莉絲蒂於1937年創作的同名小說。肯尼斯·布萊納領銜出演偵探赫丘勒·白羅，主演還包括湯姆·巴特曼、安妮特·班寧、羅素·布蘭德、阿里·法扎勒、唐·弗蘭奇、蓋兒·加朵、艾米·漢默、蘿絲·萊斯莉、艾瑪·麥基、蘇菲·歐克妮多、珍妮弗·桑德斯及莉蒂西亞·萊特。
影片的主體拍攝於2019年9月在英格蘭薩里郡朗克羅斯片場開機，之後移至埃及展開外景拍攝，12月殺青。《尼羅河謀殺案》由華特迪士尼工作室電影以二十世紀影業名義負責發行，原計劃2020年美國上映，受2019冠狀病毒病疫情的影響，上映日期推遲至2022年2月11日。

## 剧情
第一次世界大战期间，年轻的赫丘勒·白羅巧妙制定战略，推动他所在的比利时军连部发动进攻，打了一场漂亮仗，但上尉被诡雷击中阵亡，白羅也因为爆炸毁容。白羅因臉傷的傷痕自卑，但恋人凯瑟琳卻不為所動，並建議他蓄鬍遮盖伤疤。
1937年，已成為偵探的白羅来到伦敦一家夜总会，大名鼎鼎的爵士乐歌手萨洛美·奥特伯恩正登台献唱。他又看到社交名媛贾桂琳·“贾姬”·贝尔福特向女继承人琳妮·瑞吉威介绍自己的未婚夫西蒙·道尔，希望琳妮能雇用西蒙，结果琳妮和西蒙两人很快就情投意合，贾姬尴尬不已。
六星期后，白羅到埃及旅游，碰到了好朋友布克和他意志消沉的名气画家母亲尤菲米娅。布克向波洛介绍刚刚结婚、正在度蜜月的琳妮和西蒙。原來琳妮和西蒙六星期前在倫敦夜總會邂逅之後一見鍾情，西蒙更拋棄未婚妻賈姬而與琳妮火速結婚。琳妮还带来一些随从伴隨她與西蒙的蜜月旅行，包括女仆露易丝·伯格、表哥兼财产受托人安德鲁·卡查杜里安、有共产主义倾向的教母玛莉·范斯维勒和瑪莉的貼身护士鲍尔斯女士、医生兼愛慕者莱纳斯·温德尔舍姆，另外琳妮亦聘請萨洛美隨團表演，萨洛美的姪女兼经纪人罗莎莉亦同行。此時贾姬不請自來，出現在眾人入住的酒店，而且表现得痛苦不已，西蒙夫妇俩觉得很不舒服。
琳妮與西蒙希望能雇用白羅保護他們，表示賈姬一路跟蹤他們蜜月旅行的行徑令夫婦倆不安。白羅婉拒，卻私下勸導贾姬，希望她能放下怨恨，以免造成無法挽回的結果。贾姬卻表示自己深愛西蒙，堅信西蒙也仍然愛著自己，同時給白羅看她隨身攜帶的手槍。
为了躲避贾姬，西蒙夫妇俩与波洛及其他人登上蒸汽船卡纳克号（S.S Karnak）。旅行途中，琳妮私底下跟波洛说自己虽然和眾位旅伴关系密切，但其实一点儿也不信任他们。与此同时，布克向波洛坦承自己和罗莎莉相爱，無奈母親尤菲米娅不同意兩人交往。
第二天，一行人登上陆地，到阿布辛拜勒神廟参观。尤菲米娅再次重申自己不同意儿子和罗莎莉婚事，另一边厢波洛被萨洛美深深吸引。同一时间，西蒙和琳妮侥幸躲过能压死人的落石。眾人匆忙回到船上，发现贾姬也跟着上船。当天晚些时候，白羅再次碰到贾姬，跟她讲起在一次大戰期間，因為他要求恋人凯瑟琳在聖誕節探望正在前線作戰的他，導致她被迫击炮击中丧命的故事，劝賈姬不要做令自己後悔的事，不應再跟踪西蒙夫妇俩。白羅表示，爱情不是一成不变的，人应该着眼于未来的生活。當晚，琳妮回房就寢後，贾姬在遊船大廳當著布克和罗莎莉面前质问西蒙，卻被西蒙羞辱。惱羞成怒的賈姬用隨身攜帶的.22口径手枪打伤了西蒙腿部，事后后悔不已企圖自殺。布克找来温德尔舍姆给西蒙清理伤口，罗莎莉和鲍尔斯女士则过去安抚悲伤的贾姬。
第二天早上，露易丝发现琳妮死在包间里，死因可从颞骨上的枪伤判断，而琳妮的钻石项链卻不翼而飛。波洛調查眾人，一开始怀疑贾姬作案，但鲍尔斯女士表示在事發時给賈姬打了镇静剂，並整晚見證賈姬在自己房間中睡覺，只好排除了賈姬是兇手。露易丝对琳妮心怀怨恨，因为琳奈不给她订婚，好繼續她留在自己身边做事。温德尔舍姆出身名门望族，深愛著琳妮且曾與她有過婚約，但他否认自己因忌妒杀害琳妮。安德鲁管理琳妮的財產，卻私下侵占她的財產並試圖掩飾。但他的枪是.45口径的，可以排除。鲍尔斯女士出身于富贵人家，后来因为琳妮父親在大萧条期间的张扬行为而家道中落。波洛推断她不單是范斯维勒的护士，而是她的爱人。眾人都有殺人動機，但卻沒有證據證明任何一個人是兇手。
此時贾姬的枪被人从河里捞上来，上頭纏著一條手帕和范斯维勒的围巾，范斯维勒本人堅稱圍巾早已遺失。波洛发现枪里的两发子弹消失，判断围巾是用来掩盖枪声。他接著查问萨洛美，对方说起多年前，她與罗莎莉和年幼琳妮因歧视种族產生衝突。波洛发现她也藏有一把跟贾姬类似的枪。尤菲米娅打断波洛的查問，表示在自己的房間找到了琳妮的钻石项链，但否认自己偷走项链。此時白羅向布克，罗莎莉和萨洛美透露了自己來埃及的真正目的，他並非來埃及旅遊而偶遇布克，而是尤菲米娅聘請他前來暗中調查罗莎莉，借此评估罗莎莉适不适合给布克当妻子。雖然白羅向眾人讚賞罗莎莉，認為她會成為一個好妻子，但罗莎莉仍感受辱而奪門離開，當白羅洛追上前，她正大骂白羅的时候，露易丝的尸体被船的桨轮卡住而出現在兩人面前。温德尔舍姆发现她的喉咙被手术刀割开。视察现场的时候，波洛注意到墙上露易丝的血迹形态古怪，暗示有人目睹了犯罪过程。
波洛接著在西蒙面前審問布克，揭示布克就是目睹露易丝遇害过程的人。原来，露易丝无意间目击琳妮遇害的过程，趁机向凶手敲诈一笔封口费，最终招来杀身之祸。波洛推断是布克在琳妮被殺後曾進入她的房間，偷走了琳妮的项链，打算用项链向罗莎莉保证他们会有美好的未来，之後害怕被誤會為兇手，將项链放在母親房間讓她發現。布克向波洛承认了这个事实，並表示他目睹露易丝的被殺過程，就在他正准备透露谋杀露易丝的真凶时，被人從背後开枪射殺，波洛连忙追击刺客，但没有追上。尽管如此，他在船的长廊上找到安德鲁的枪，断定这把枪就是用来杀布克的那把。
波洛终于推断出三起谋杀案背后的真相。他吩咐卡纳克号的船员将所有乘客集中在客厅里。波洛拿着安德鲁的枪，表示安德鲁之前在阿布辛拜勒神庙想用石头砸死琳妮，没有成功，但他此舉只是一時衝動，三起謀殺案的佈置卻非常周密，故波洛相信安德魯並非兇手，兇案的真相是西蒙與贾姬聯手杀掉琳妮。
波洛认为西蒙和贾姬一直保持恋人关系，西蒙之前假裝拋棄賈姬而和琳妮結婚，是西蒙與賈姬想联手殺害琳妮，令西蒙承繼琳妮的巨额财产。事發當晚，西蒙及賈姬先在波洛的香檳落了安眠藥，令身為偵探的波洛一早入睡，避免他悉破二人計劃。之後西蒙假裝故意羞辱賈姬令她在盛怒下開槍襲擊他，而賈姬則用空包弹射向西蒙，西蒙则用事前从尤菲米娅那里偷走的紅色油彩，佯装中彈流血受伤。之後布克尋找醫生温德尔舍姆，罗莎琳安慰聲稱想自殺的贾姬，相繼離開現場。西蒙於是拾起被賈姬掉在地上的手槍，迅速溜进琳妮的包间把她杀害，之后再原路折返，用范斯维勒的围巾包住手枪，往自己的腿上开一枪，令自己的腿真的受了槍傷。之后他换掉了手枪的弹夹，让手枪看起来只被人开了两枪，並將枪扔进河里。露易丝目睹西蒙進入琳妮的包间，趁机敲诈他们一笔封口费，受傷的西蒙通知贾姬杀人灭口，不料被布克撞见。而當布克準備說出谋杀露易丝的真凶时，在場的西蒙出聲提示，好讓賈姬及時在布克說出兇手前開槍將他殺害。
眼看着真相大白，贾姬只好承认，西蒙貪圖財富，而自己離不開西蒙，故設局殺害琳妮。西蒙不想被捕，掏出另一把枪对着波洛，萨洛美随即掏出自己的槍。两把枪对着贾姬和西蒙，贾姬深知兩人无路可逃，接過西蒙的枪，跟他拥抱在一起。她在西蒙的背部开了一枪，子彈穿過二人身體，了结自己和他的性命。
第二天，乘客们下船，波洛一一向眾人道別。半年后，波洛把胡子刮得干干净净，来到伦敦的夜总会，独自欣赏萨洛美的表演。

## 演員
| 演員          | 角色                     | 備註                                               |
| ------------- | ------------------------ | -------------------------------------------------- |
| 湯姆·巴特曼   | M·布克                   | 白羅的朋友。                                       |
| 安妮特·班寧   | 尤菲米婭                 | 布克的母親。                                       |
| 肯尼斯·布萊納 | 赫丘勒·白羅              | 比利時偵探。                                       |
| 羅素·布蘭德   | 路易斯·温德尔舍姆        | 琳妮的私人医生，贵族出身，曾與琳妮訂婚。           |
| 阿里·法扎勒   | 安德魯·卡察杜里安        | 琳妮表哥兼信托人。                                 |
| 唐·弗蘭奇     | 鮑爾女士                 | 玛莉·范斯维勒的护士，也是她的秘密恋人。            |
| 蓋兒·加朵     | 琳妮·瑞吉威-道爾         | 富有的女繼承人，本次事件的受害者。                 |
| 艾米·漢默     | 西蒙·道爾                | 琳妮的丈夫。                                       |
| 蘿絲·萊斯莉   | 露易絲·伯格              | 琳妮的法國女僕。                                   |
| 艾瑪·麥基     | 賈桂琳·「賈姬」·貝爾福特 | 琳妮的好友。                                       |
| 蘇菲·歐克妮多 | 莎樂美·奧特伯恩          | 罗莎莉的姨妈，大名鼎鼎的爵士歌手。                 |
| 珍妮弗·桑德斯 | 瑪莉·范斯維勒            | 琳奈的教母，有共产主义倾向的社交名媛。             |
| 莉蒂西亞·萊特 | 羅莎莉·奧特伯恩          | 莎樂美的侄女兼经纪人，琳奈的同班同学，布克的情人。 |
| 苏珊娜·菲尔丁 | 凯瑟琳                   | 白羅的恋人，在第一次世界大战被迫击炮炮弹击中身亡。 |

## 製作
2017年11月，二十世紀福斯宣佈為影片《東方快車謀殺案》開發續集電影，影片改編自阿嘉莎·克莉絲蒂於1937年創作的小說《尼羅河謀殺案》。麥可·葛林繼續執筆創作劇本，肯尼斯·布萊納繼續執導影片並領銜出演偵探赫丘勒·白羅。
2018年9月，影片開始選角，蓋兒·加朵加入劇組，出演琳奈·瑞吉威·道爾。瑪麗·佐弗里斯擔當服裝設計。10月，艾米·漢默確認出演影片中琳奈的丈夫西蒙·道爾。湯姆·巴特曼繼續出演白羅的助手伯克。2019年1月，肯尼斯·布萊納透露茱蒂·康默將出演主要角色。4月，莉蒂西亞·萊特加入劇組。6月，安妮特·班寧與製片方進入商談階段。8月，羅素·布蘭德加入劇組。9月，阿里·法扎勒加入劇組。10月1日，製作方公佈正式參演名單，茱蒂·康默未在其中，其餘演員包括蘿絲·萊斯莉、安妮特·班寧、蘇菲·歐克妮多、艾瑪·麥基、唐·弗蘭奇和珍妮弗·桑德斯。

### 拍攝
影片的主體拍攝原計劃於2019年春在英國開機，之後開機時間推遲至2019年9月30日。劇組在英格蘭薩里郡朗克羅斯片場開機拍攝，之後移至埃及展開外景拍攝，2019年12月18日殺青。

### 後期製作
擔當影片的後製剪輯師。雙重否定完成影片視覺特效製作。

## 音樂
2019年1月，帕特里克·道爾宣佈為影片作曲，他此前曾與肯尼斯·布萊納在《東方快車謀殺案》和《阿特米斯奇幻歷險》等電影中合作。

## 市場營銷
2020年8月19日，二十世紀影業釋出電影的官方預告片。

## 發行
《尼羅河謀殺案》原定於2019年12月20日由二十世紀福斯在美國發行。福斯被迪士尼收購之後，影片在由華特迪士尼工作室電影負責發行，北美則以二十世紀影業名義發行。同時，美國上映日期調整為2020年10月9日。2020年7月23日，受2019冠狀病毒病疫情的影響，影片在美國的上映時間被推遲至2020年10月23日。9月23日，影片在美國的上映時間再次被推遲至2020年12月18日。11月5日，迪士尼宣佈撤檔。12月11日，迪士尼宣佈影片上映日期推遲至2021年9月17日。2021年3月23日，迪士尼宣佈影片上映日期推遲至2022年2月11日。

### 評價
爛番茄根據288條評論，本片獲得61%的新鮮度，平均得分5.9／10，該網站影評家共識為「《尼羅河謀殺案》雖然過時了，但其全明星陣容和導演	肯尼斯·布萊納對素材的明顯喜愛，使這部充滿娛樂性的影片變得生動起來。」，觀眾投票獲得82%的分數，平均得分為4.1／5。在Metacritic上，電影獲得52分，代表「褒貶不一或好壞兩極分化」。

### 票房
| 上一届： 《無厘取鬧4》 | 2022年美國週末票房冠軍 第6週 | 下一届： 《秘境探險》 |
| 上一届： 《月球隕落》  | 2022年台北週末票房冠軍 第7週 | 下一届： 《秘境探險》 |

## 爭議
以色列女演員姬·嘉鐸曾於2014年以巴衝突期間表態支持以色列軍隊，並批評巴勒斯坦伊斯蘭武裝組織哈馬斯，引起阿拉伯國家網民不滿，其中科威特早前更有網民在社交媒體要求政府禁止《尼羅河謀殺案》上映，科威特當局最終於2月6日決定禁止《尼羅河謀殺案》電影在當地上映，並堅決反對與以色列關係正常化。此外，由於她曾於以色列軍隊服兵役，使她的政治立場顯得親近以色列，在社交媒體上屢受批評。
黎巴嫩亦以同樣原因禁止該電影在當地上映。

## 續集
2017年12月，肯尼斯·布萊納在接受《美聯社》採訪時討論了將小說《尼羅河謀殺案》改編為電影的可行性，同時表示可能會創造一個以偵探赫丘勒·白羅為核心的電影宇宙。其后20世纪影业总裁史蒂夫·阿斯贝尔（Steve Asbell）于2022年3月确认续集正在开发中，由布莱纳继续出任导演兼主演，迈克尔·格林再任编剧。续集发生在二战后的威尼斯，改编自阿加莎鲜为人知的作品。2022年10月10日，续集定名为《威尼斯魅影謀殺案》，改编自阿加莎小说《万圣节前夜的鬼魅》，继续由布莱纳导演，演员包括蒂娜·菲、傑米·道南、杨紫琼、凯尔·艾伦、卡米尔·科坦和裘德·希尔。

## 資料來源
1. ↑  D'Alessandro, Anthony. . 2021-03-23  [2021-03-23]. （原始内容存档于2021-03-24）.
2. ↑  Death on the Nile (2021) at The Numbers. Nash Information Services, LLC. Retrieved 2022-02-12.
3. ↑  . Box Office Mojo.   [2022-02-11]. （原始内容存档于2022-02-13）.
4. . 中青网. 2019-11-17  [2019-11-21] （中文（中国大陆））.
5. . Warner Bros. Pictures. 2019-10-02  [2019-10-02] （中文（香港））.
6. 吳琬婷. . 自由時報. 2019-10-03  [2019-11-21]. （原始内容存档于2019-10-05） （中文（臺灣））.
7. . WE Cinemas : Death On The Nile.   [2024-03-04].
8. . InCinemas SG.   [2024-03-04]. （原始内容存档于2021-09-25）.
9. 1 2  N'Duka, Amanda. . Deadline. 2018-10-15  [2018-10-15]. （原始内容存档于2018-10-16） （美国英语）.
10. 1 2  N'Duka, Amanda. . Deadline. 2019-06-25  [2019-06-26]. （原始内容存档于2019-06-26） （美国英语）.
11. 1 2  Kit, Borys. . The Hollywood Reporter. 2017-11-20  [2018-06-25]. （原始内容存档于2018-06-23） （美国英语）.
12. 1 2  Vlessing, Etan. . The Hollywood Reporter. 2019-08-15  [2019-08-16]. （原始内容存档于2019-08-16） （美国英语）.
13. 1 2  Vlessing, Etan. . The Hollywood Reporter. 2019-09-11  [2019-09-19]. （原始内容存档于2019-09-12） （美国英语）.
14. 1 2 3 4  @MOTOEmovie.  (推文). 2019-10-01 –Twitter （美国英语）.
15. 1 2  Fleming Jr., Mike. . Deadline. 2018-09-28  [2018-09-28]. （原始内容存档于2018-09-28） （美国英语）.
16. 1 2  Fuster, Jeremy. . TheWrap. 2018-10-03  [2018-10-13]. （原始内容存档于2018-10-04） （美国英语）.
17. ↑  . hamiltonhodell.co.uk.   [2019-11-21]. （原始内容存档于2018-06-24） （美国英语）.
18. ↑  . CineMagia.ro.   [2019-11-21]. （原始内容存档于2022-01-20） （罗马尼亚语）.
19. 1 2  Ritman, Alex. . The Hollywood Reporter. 2019-04-18  [2019-04-18]. （原始内容存档于2019-04-18） （美国英语）.
20. ↑  Marc, Christopher. . Geeks WorldWide. 2018-10-03  [2018-10-03] （美国英语）.[永久]
21. ↑  Bamigboye, Baz. . Daily Mail. 2019-01-04  [2019-01-31]. （原始内容存档于2019-02-28） （美国英语）.
22. ↑  Marc, Christopher. . Geeks WorldWide. 2018-09-13  [2018-10-03]. （原始内容存档于2018-10-25） （美国英语）.
23. ↑  Marc, Christopher. . HN Entertainment. 2019-04-27  [2019-07-01]. （原始内容存档于2019-07-09） （美国英语）.
24. ↑  . The Home of Agatha Christie. 2019-10-01  [2019-10-06]. （原始内容存档于2019-10-06） （美国英语）.
25. ↑  Lohana, Avinash. . Pune Mirror. 2019-09-28  [2019-09-28]. （原始内容存档于2019-09-28） （美国英语）.
26. ↑  . EgyptianStreets. 2019-10-05  [2019-10-13]. （原始内容存档于2019-10-09） （美国英语）.
27. ↑  Cook, Laurence. . Backstage. 2019-07-05  [2019-07-09]. （原始内容存档于2019-07-09） （美国英语）.
28. ↑  . Instagram.   [2019-12-18]. （原始内容存档于2020-08-20） （美国英语）.
29. ↑  .   [2019-11-26]. （原始内容存档于2019-10-19） （美国英语）.
30. ↑  .   [2019-10-09]. （原始内容存档于2019-10-09） （美国英语）.
31. ↑  . Film Music Reporter. 2019-01-15  [2019-11-26]. （原始内容存档于2020-04-21） （美国英语）.
32. ↑  Dry, Jude. . IndieWire. 2020-08-19  [2020-08-20]. （原始内容存档于2020-09-25） （美国英语）.
33. ↑  Hermanns, Grant. . ComingSoon.net. 2018-06-23  [2018-06-25]. （原始内容存档于2018-06-24） （美国英语）.
34. ↑  Dalton, Ben. . ComingSoon.net. 2019-10-23  [2019-10-01]. （原始内容存档于2019-10-02） （美国英语）.
35. ↑  Wiseman, Andreas. . Deadline Hollywood. 2019-10-01  [2019-10-21]. （原始内容存档于2019-10-02） （美国英语）.
36. ↑  Rubin, Rebecca; Rubin, Rebecca. . Variety. 2020-07-23  [2020-07-23]. （原始内容存档于2020-09-27） （美国英语）.
37. ↑  D'Alessandro, Anthony. . Deadline Hollywood. 2020-09-23  [2020-09-23]. （原始内容存档于2020-09-23） （美国英语）.
38. ↑  McClintock, Pamela. . The Hollywood Reporter. 2020-11-05  [2020-11-05]. （原始内容存档于2020-11-05） （美国英语）.
39. ↑  Goldberg, Matt. . Collider. 2020-12-11  [2020-12-12]. （原始内容存档于2020-12-21） （美国英语）.
40. ↑  D'Alessandro, Anthony. . Deadline Hollywood. 2021-03-23  [2021-03-23]. （原始内容存档于2021-03-23） （美国英语）.
41. ↑  . Rotten Tomatoes. Fandango Media.   [2022-02-11].
42. ↑  . Metacritic. Red Ventures.   [2022-02-11].
43. ↑  . IndieWire. 2022-02-10  [2022-02-25]. （原始内容存档于2022-04-24）.
44. ↑  . 頭條日報. 2022-02-08  [2022-02-08]. （原始内容存档于2022-02-08）.
45. ↑  . 地球圖輯隊. 2022-02-16  [2022-02-16]. （原始内容存档于2022-02-22）.
46. ↑  Pearson, Ryan. . Associated Press. 2017-12-26  [2017-12-27]. （原始内容存档于2017-12-28） （美国英语）.
47. ↑  Kit, Borys. . The Hollywood Reporter (Penske Media Corporation). 2022-03-03  [2022-03-04]. （原始内容存档于2022-03-13）.
48. ↑  Massoto, Erick. . Collider (Valnet, Inc.). 2022-03-03  [2022-03-04]. （原始内容存档于2022-06-02）.
49. ↑  Panaligan, E. J. . Variety. 2022-10-10  [2022-10-11].

## 外部連結
- 互联网电影数据库（IMDb）上《尼羅河謀殺案》的资料（英文）
- 爛番茄上《尼羅河謀殺案》的資料（英文）
- AllMovie上《尼羅河謀殺案》的资料（英文）
- Box Office Mojo上《尼羅河謀殺案》的資料（英文）
- Metacritic上《尼羅河謀殺案》的資料（英文）
- 開眼電影網上《尼羅河謀殺案》的資料（繁體中文）
- Yahoo奇摩電影上《尼羅河謀殺案》的資料（繁體中文）
- 雅虎香港電影上《尼羅河謀殺案》的資料（繁體中文）
- 豆瓣电影上《尼羅河謀殺案》的資料 （简体中文）
- 时光网上《尼羅河謀殺案》的資料（简体中文）
- 在Disney+上觀看《尼羅河謀殺案》 （因版權限制，本節目可能僅在部分地區上架。）